# Paco Mir
Francesc de Paula Mir i Maluquer, més conegut com a Paco Mir, (Barcelona, 15 de novembre de 1957) és un actor, humorista, guionista i director de cinema català, membre fundador amb Carles Sans i Joan Gràcia de la companyia de teatre gestual Tricicle.

## Biografia
Afirma el mateix Paco Mir:
| « | «Vaig néixer el 1957 i de seguida van veure que era mascle i que hauríem de posar-me Francisco de Paula, que era el que es portava a la branca Mir de la família. De petit vaig passar per una època de “Currito” (per diferenciar-me del meu pare a qui deien “Curro”) i fins i tot per una de “Currito de oro” que anys més tard, tot s'aprofita, vaig fer servir per donar-li nom a un personatge de torero. Finalment tothom es va posar d'acord i em van dir Paco. Anava per estudiant de Belles Arts, tot i que en realitat el que més m’agradava era dibuixar tires còmiques, quan vaig ensopegar casualment amb el teatre i, avui en dia, després de patejar-me escenaris de tot el món durant més de 34 anys, de crear vuit obres amb el Tricicle, d'escriure‘n cinc, de guanyar dos premis Max, de produir varies sèries de televisió, de crear campanyes de publicitat i d'adaptar i dirigir (amb un cert èxit) un petit gran munt de teatre, Sarsuela i òpera, encara tinc la sensació d'estar en aquest món de casualitat. Per si les mosques no he deixat mai de dibuixar.» | » |

Encara que conegut principalment per formar part del trio humorístic Tricicle, les activitats de Paco Mir en solitari abasten un amplíssim arc. Dins el món del teatre ha adaptat i dirigit obres com Políticament incorrecte o El sopar dels idiotes, de Francis Veber, i ha escrit dues obres: No és tan fàcil i Coneixes a Prosineckty?.
Ha col·laborat en nombroses pel·lícules, dirigint en 2003 Lo mejor que le puede pasar a un cruasán. La seva tasca com a guionista abasta des de cinema fins historieta -mitjà pel qual també va dibuixar publicant en revistes com el TBO i El Jueves-, passant per la televisió i la publicitat.
El 2008 va adaptar el musical Spamalot dels Monty Python, introduint més humor, versió que va obtenir una gran reputació. Dos anys després, va adaptar Noises Off al català (Pel davant i pel darrera). Després de tot això, ha fet encara més obres de teatre.
El 2011 va publicar el seu primer conte Monument a l'estel. En 2011-2012 va adaptar i va recrear Forever Young d'Erik Gideon a la seva manera. També en 2012, va traduir Candide de Leonard Bernstein i va acabar la seva obra per Tricicle, Garrick.
El 2015 va publicar el llibre Ja em queixo jo per tu (Ed. Comanegra), un diari escrit per Agustín Mellado -un antic company d'en Paco- en el qual resumeix les seves neures diàries sobre la vida, el treball i les dones.
Ha produït diverses sèries de televisió, creat campanyes de publicitat i d'adaptat i dirigit molts espectaclest de teatre i sarsuela.

## Teatre[2]
- 1991: Clochard. Creació i direcció d'un espectacle gestual per a la companyia Grappa Teatre.
- 1996-2004: Políticament incorrecte. Adaptació i direcció.
- 1998-2002: El sopar dels idiotes (1998/2002) Adaptació i direcció.
- 1998: Tres peces curtes per a l'obra Criatures de la companyia T de Teatre.
- 1999: La venjança de Don Mendo. Adaptació i direcció.
- 1999: No és tan fàcil. Guió i producció.
- 2000: Vides privades. Adaptació i direcció.
- 2001: Bon Profit! Guió i direcció.
- 2001/03/05: Els nebots del Capitan Grant. Adaptació i direcció.
- 2002: Amants. Adaptació i direcció.
- 2003: La Generala. Direcció i adaptació.
- 2003: El Superbarber de Sevilla. Adaptació.
- 2004: Coneixes en Prosineckty? Producció i guió.
- 2004: Dinamita. Guió i direcció.
- 2006: Mandíbula afilada. Direcció.
- 2006: Déu de Woody Allen. Adaptació i direcció.
- 2006: Avida Vida. Dramatúrgia per un espectacle de dansa.
- 2007: Corda i Descorda. Guió i direcció escènica.
- 2007: Don o Maledicció, peça curta per al festival de Manizales, Colòmbia.
- 2008: Silenci vivim. Adaptació de textos d'Adolfo Marsillach.
- 2008: Optimisme Global. Companyia Pocaconya. Col·laboració en el guió i direcció.
- 2008: Jo vaig pujar a un Piano Verd. Direcció.
- 2008. Spamalot el Musical dels Monty Pythons. Direcció.
- 2009: Gran Via .. cantonada a Chueca. Sarsuela. Direcció.
- 2009: Els nebots del Capitan Grant. Adaptació i direcció.
- 2009: Boeing Boeing. Adaptació
- 2009: El Club dels Invisibles. Obra infantil escrita per als estius de Ciutat Ducal.
- 2010: La Venjança de Don Mendo. Readaptació.
- 2010: Pel davant i pel darrera. Readaptació.
- 2011: Políticament incorrecte. Adaptació i direcció.

## Filmografia

### Televisió[2]
- 1992: Fem de tot pilot per a TV3.
- 1994: Els lladres van a l'oficina. Guionista.
- 1994: Oh! Europa, guions per Dagoll Dagom.
- 1995: Quico el progre. Guionista.
- 1995: Historias de la puta mili. Guionista.
- 1996: 500 funcions de les T de TEATRE guió i realització.
- 1996: Oh! Espanya, guions per Dagoll Dagom.
- 1996: Cracks, sèrie de 164 monòlegs per a Canal Plus. Guió i realització.
- 1997: La saga dels Clark, sèrie de 60 capítols per a Canal Plus. Guió i realització.

### Cinema[2]
- 1991: Mitjana Vida. Guió subvencionat pel Ministeri.
- 1995: Aquí fem els somnis realitat. Guionista i protagonista del curt d'Alejandro Calvo
- 1996: Captaires sense Fronteres. Direcció, producció i guió.
- 2003: Informatius. Guió. Seleccionat com un dels cent millors curts espanyols de la Història.
- 2003: Lo mejor que le puede pasar a un cruasán. Adaptació i direcció.

## Guardons i premis[2]
- 1994: Premi Sant Jordi de Cinematografia al millor guió.
- 1997: Premi Ondas al millor guió.
- 2004: Premi Max al millor guió i direcció.

## Espots[2]
- 1999: ONCE. Campanya juliol Canal. Guió i realització.
- 2002: Ikea. Guió i realització.
- 2002: Beep Informàtica. Guió i realització.
- 2004: El País Cinema. Realització.
- 2004: El País Cinema-II. Realització.

## Llibres/publicacions[2]
- 1981-1999: El Jueves.
- 1989: Quin Vent.
- 1990: El dimecres mercat.
- 2001: No és tan fàcil.
- 2002: Estem Penjats (Ed. Planeta).
- 2015: Ya me quejo yo por ti (Ed. Comanegra)

## Ràdio[2]
- 1990: Durs a quatre pessetes. Guió.